# Орой
Орой — село в Акшинском районе Забайкальского края России. Административный центр и единственный населённый пункт сельского поселения «Оройское».

## География
Село находится в восточной части района, на правом берегу реки Барахондой (бассейн Онона), на расстоянии примерно 33 километров (по прямой) к востоку-юго-востоку (ESE) от села Акши. Абсолютная высота — 822 метра над уровнем моря.
Климат
Климат характеризуется как резко континентальный с продолжительной холодной зимой и сравнительно тёплым летом. Средняя температура воздуха самого холодного месяца (января) составляет −22,7 °C; средняя температура самого тёплого месяца (июля) — 38 °C. Среднегодовое количество атмосферных осадков составляет 350—410 мм. Большая часть осадков (до 85 %) выпадает в течение тёплого сезона. Продолжительность безморозного периода составляет от 85 до 100 дней в году.
Часовой пояс
Село Орой находится в часовой зоне МСК+6. Смещение применяемого времени относительно UTC составляет +9:00.

## История
Основано в 1932 году.

## Население
| 1989 | 2002 | 2010 | 2012 | 2013 | 2014 | 2015 |
| ---- | ---- | ---- | ---- | ---- | ---- | ---- |
| 486  | ↘465 | ↘429 | ↘421 | ↘414 | ↘398 | ↗400 |
| 2016 | 2017 | 2018 | 2019 | 2020 | 2021 |      |
| ↘381 | ↘379 | ↘376 | ↗378 | ↘368 | ↘320 |      |

Половой состав
По данным Всероссийской переписи населения 2010 года в гендерной структуре населения мужчины составляли 51 %, женщины — соответственно 49 %.
Национальный состав
Согласно результатам переписи 2002 года, в национальной структуре населения русские составляли 99 %.

## Инфраструктура
В селе функционируют основная общеобразовательная школа, детский сад и фельдшерско-акушерский пункт.

## Улицы
Уличная сеть села состоит из четырёх улиц и двух переулков.